# Stade Alfonso-Lastras
 (août 2024).
Le stade Alfonso-Lastras (en espagnol, Estadio Alfonso Lastras) est un stade de football mexicain.